# SpVgg Oberstein 08
SpVgg Oberstein 08 was een Duitse voetbalclub uit Idar-Oberstein, Rijnland-Palts. 

## Geschiedenis
De club werd in 1908 opgericht. In 1920 promoveerde de club naar de hoogste klasse van de Saarcompetitie, waar ze als voorlaatste eindigden. Hierna werd de competitie opgenomen in de nieuwe Rijnhessen-Saarcompetitie, die aanvankelijk uit vier reeksen bestond en over twee seizoenen teruggebracht werd naar één reeks. In het eerste seizoen werd de club vierde van acht clubs en overleefde zo de eerste schifting, maar in 1922/23 werd de club laatste en degradeerde ze. Hierna kon de club niet meer terugkeren naar het hoogste niveau. In de jaren dertig nam de club wel nog enkele keren deel aan de promotie-eindronde naar de Gauliga Mittelrhein, maar kon nooit promotie afdwingen. 
In 1973 fuseerde de club met SC Eintracht 1909 Oberstein tot ASV Idar-Oberstein. 